# Krochmalne
Krochmalne (ukr. Крохмальне) – wieś na Ukrainie, w obwodzie charkowskim, w rejonie kupiańskim, w hromadzie Petropawliwka. W 2001 liczyła 45 mieszkańców.